# Большая Лименца
Большая Лименца — река в России, протекает по территории Золотухского сельского поселения и Малошуйского городского поселения Онежского района Архангельской области. Длина реки — 11 км.
Река берёт начало из озера без названия и далее течёт преимущественно в северо-восточном направлении по заболоченной местности.
Река в общей сложности имеет два малых притока суммарной длиной 7,0 км.
Устье реки находится на Поморском берегу Онежской губы Белого моря.
Населённые пункты на реке отсутствуют.
Код объекта в государственном водном реестре — 03010000212102000007537.